# Vila Franca de Xira
Vila Franca de Xira ist eine portugiesische Stadt im Distrikt Lissabon und liegt etwa 35 km nordöstlich von Lissabon am Westufer des Tejo. Vila Franca de Xira ist für seine Stierkampftradition bekannt.

## Geschichte
Funde, darunter Keramiken und Grabstätten, belegen eine Besiedlung seit der späten Jungsteinzeit. Der heutige Ort entstand vermutlich im Zuge der Wiederbesiedlungen während der Reconquista, möglicherweise durch französische Anhänger des ersten portugiesischen Königs Afonso Henriques. Erste Stadtrechte erhielt Povos bei Vila Franca de Xira 1195 durch König Sancho I. 1206 erhielt Alhandra Stadtrechte durch den Bischof von Lissabon, Soeiro. 1212 erhielt Cira Stadtrechte, das seit dem 14. Jahrhundert als Vila Franca de Xira geführt wurde. König Manuel I. erneuerte die Stadtrechte von Vila Franca de Xira, Povos und Castanheira im Jahr 1510.
1810 ließ General Wellington hier Festungsanlagen errichten, als Teil seiner Verteidigungslinie Linien von Torres Vedras gegen die Napoleonischen Invasionen. Nach der Liberalen Revolution 1822 wurde Vila Franca 1823 Ausgangspunkt eines Staatsstreichs, den der absolutistische Thronanwärter Miguel gegen die neue liberale Verfassung seines Bruders Pedro anführte. Der Ort wurde danach in Vila Franca da Restauração (dt.: Vila Franca der Restauration) umbenannt, bis zur Niederlage der Erhebung im folgenden Jahr und der Rückbenennung des Ortes. 1855 wurden die seit dem Mittelalter bestehenden Kreise Alverca, dem 1837 aufgelösten Castanheira, Alhandra, dem bereits 1836 aufgelösten Povos (heute eine Ortschaft der Gemeinde Vila Franca de Xira) und Vila Franca de Xira zum heutigen Kreis zusammengefasst. Mit der Angliederung der Gemeinden Vialonga (mit Auflösung 1886 des Kreises Olivais) und Santa Iria de Azóia (1926) entstand die heutige Ausdehnung des Kreises Vila Franca de Xira.
Nachdem bereits 1729 hier die erste industrielle Gerberei des Landes eröffnet worden war, begann mit der Eröffnung der Eisenbahnstrecke Lissabon-Carregado 1856 die weitere industrielle Entwicklung Vila Francas. 1892 nahmen zwei Textilfabriken in Alhandras ihre Arbeit auf, und 1894 gründete António Teófilo de Araújo Rato hier eine Zementfabrik, aus der die heutige Cimpor entstand. Mit der weiter zunehmenden Industrialisierung des Kreises insbesondere seit den 1950er Jahren wuchs auch seine Bevölkerung. Am 28. Juni 1984 wurde die frühere Vila (Kleinstadt) Vila Franca de Xira zur Cidade (Stadt) erhoben, behielt aber seinen Namen bei.

## Verwaltung

### Der Kreis
Vila Franca de Xira ist Verwaltungssitz eines gleichnamigen Kreises (Concelho) im Distrikt Lissabon. Am 19. April 2021 hatte der Kreis 137.529 Einwohner auf einer Fläche von 318,2 km².
Die Nachbarkreise sind (im Uhrzeigersinn im Norden beginnend): Alenquer, Azambuja, Benavente, Loures sowie Arruda dos Vinhos.
Die folgenden Gemeinden (Freguesias) liegen im Kreis Vila Franca de Xira:
Mit der Gebietsreform im September 2013 wurden mehrere Gemeinden zu neuen Gemeinden zusammengefasst, sodass sich die Zahl der Gemeinden von zuvor elf auf sechs verringerte.

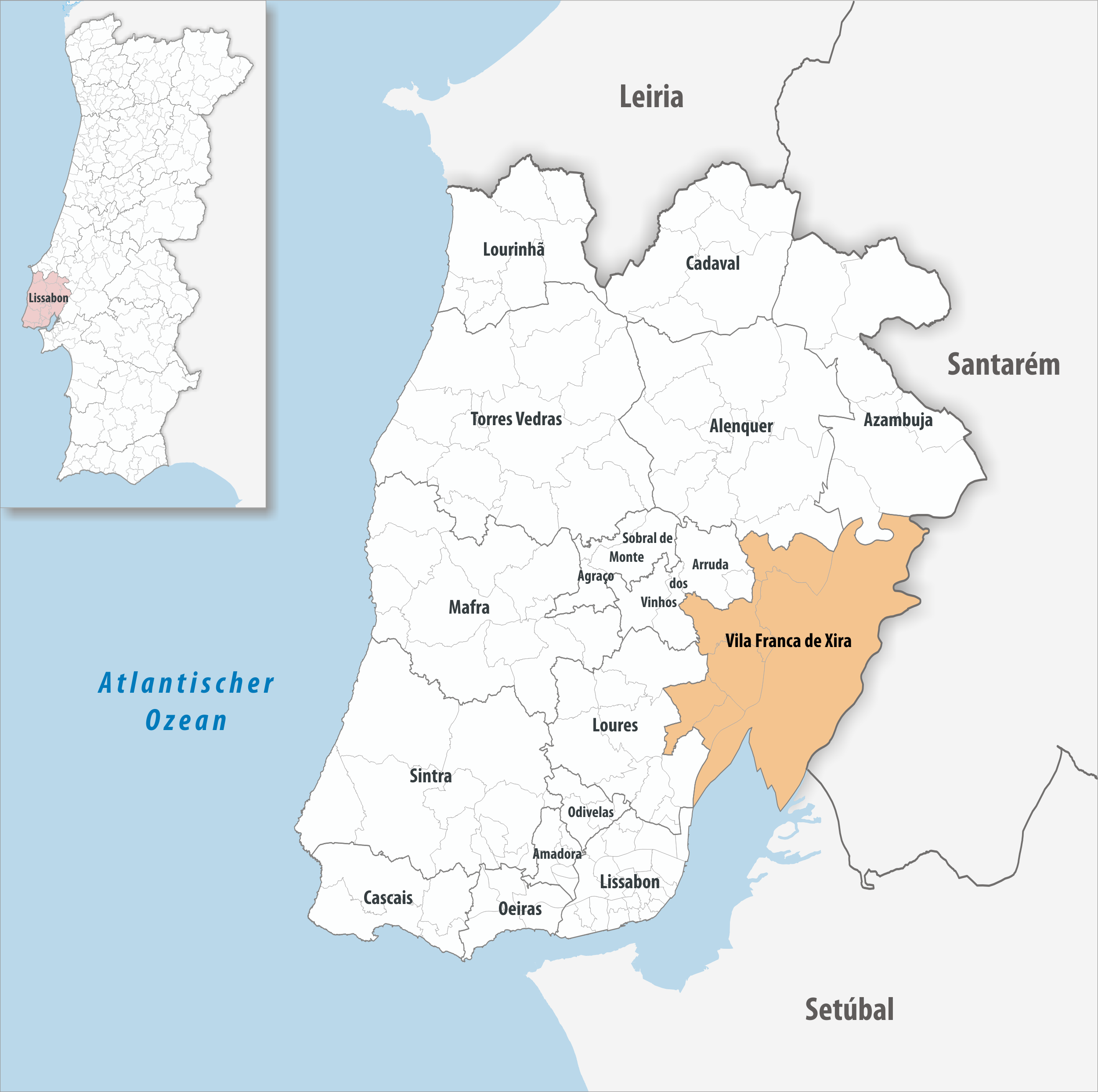
Kreis Vila Franca de Xira

| Gemeinde                                   | Einwohner (2021) | Fläche km² | Dichte Einw./km² | LAU- Code |
| ------------------------------------------ | ---------------- | ---------- | ---------------- | --------- |
| Alhandra, São João dos Montes e Calhandriz | 12.645           | 27,54      | 459              | 111412    |
| Alverca do Ribatejo e Sobralinho           | 36.465           | 23,92      | 1.525            | 111413    |
| Castanheira do Ribatejo e Cachoeiras       | 7.954            | 26,78      | 297              | 111414    |
| Póvoa de Santa Iria e Forte da Casa        | 40.871           | 9,16       | 4.461            | 111415    |
| Vialonga                                   | 21.258           | 17,93      | 1.186            | 111408    |
| Vila Franca de Xira                        | 18.336           | 212,87     | 86               | 111409    |
| Kreis Vila Franca de Xira                  | 137.529          | 318,20     | 432              | 1114      |

### Bevölkerungsentwicklung
| Jahr      | 1801  | 1849  | 1900   | 1930   | 1960   | 1981   | 1991    | 2001    | 2004    | 2008    | 2011    |
| Einwohner | 3.839 | 5.202 | 15.766 | 24.053 | 40.594 | 88.193 | 103.571 | 122.908 | 133.224 | 142.163 | 136.510 |

### Kommunaler Feiertag
- Christi Himmelfahrt

### Städtepartnerschaften
- Frankreich: Villejuif (seit 1981)
- Kap Verde: Santa Catarina, Insel Santiago (seit 1987)[6]

## Wirtschaft

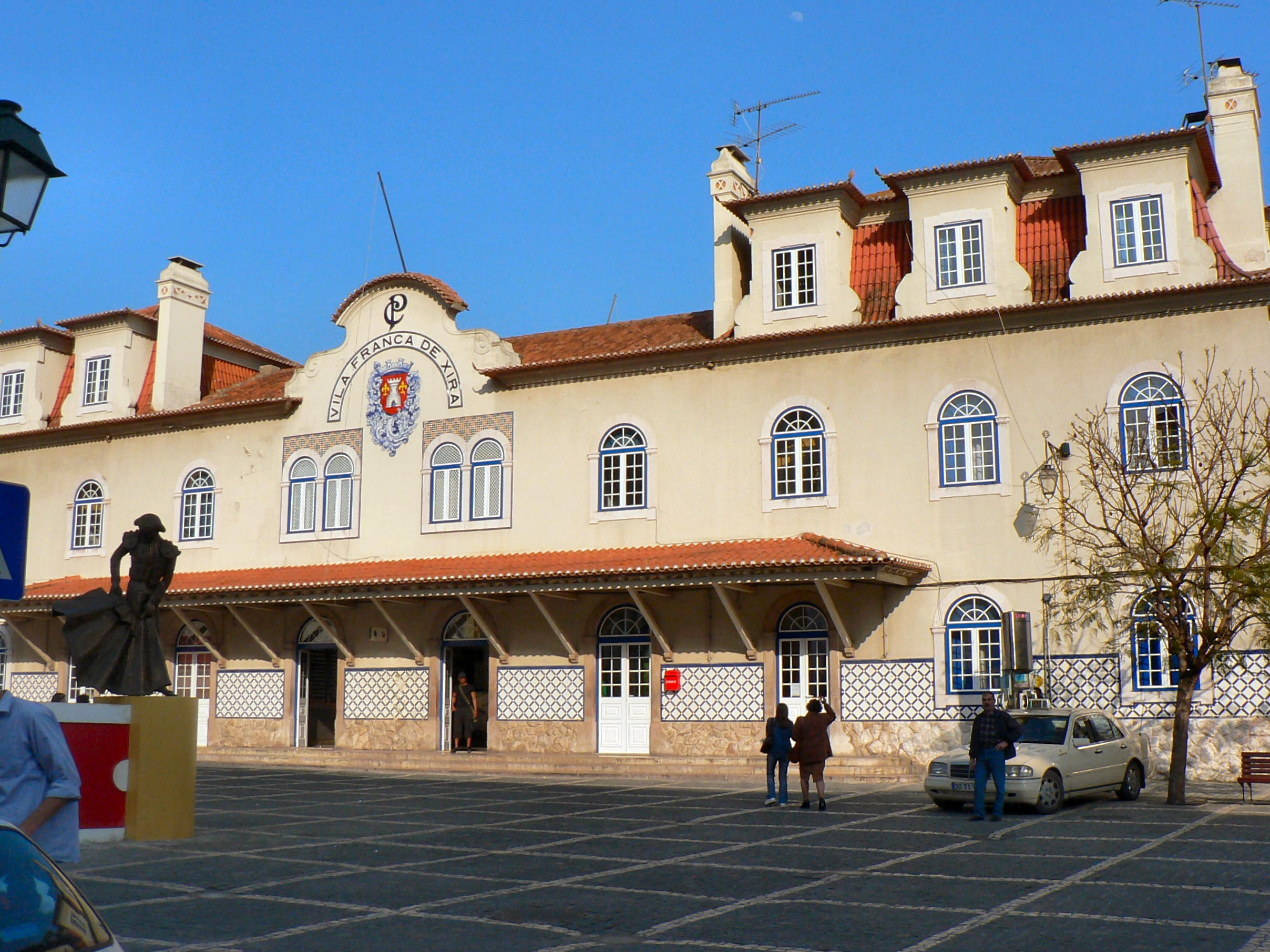
Der Bahnhof von Vila Franca de Xira

Eine Vielzahl Industrie- und Handelsunternehmen sind im Kreis Vila Franca angesiedelt, darunter das Hauptwerk des weltweit zehntgrößten Zementherstellers Cimpor. Der Getränkeproduzent Central Cervejas e Bebidas, der unter anderem Marktführer mit der Biermarke Sagres ist, hat seinen Hauptsitz in der Gemeinde Vialonga.

## Verkehr
Eine Eisenbahnverbindung besteht durch Anschluss an die Linha do Norte, die mit der Verbindung zwischen Lissabon und Porto die wichtigste Strecke im Land darstellt. Vila Franca de Xira ist zudem in das landesweite Busnetz der Rede Expressos eingebunden.
Der Ort liegt direkt an der Autobahn A1, die von Lissabon nach Porto führt. Über die nahe gelegene Autobahn A10 sind in Ost-West-Richtung die Städte Benavente und Alverca do Ribatejo zu erreichen.

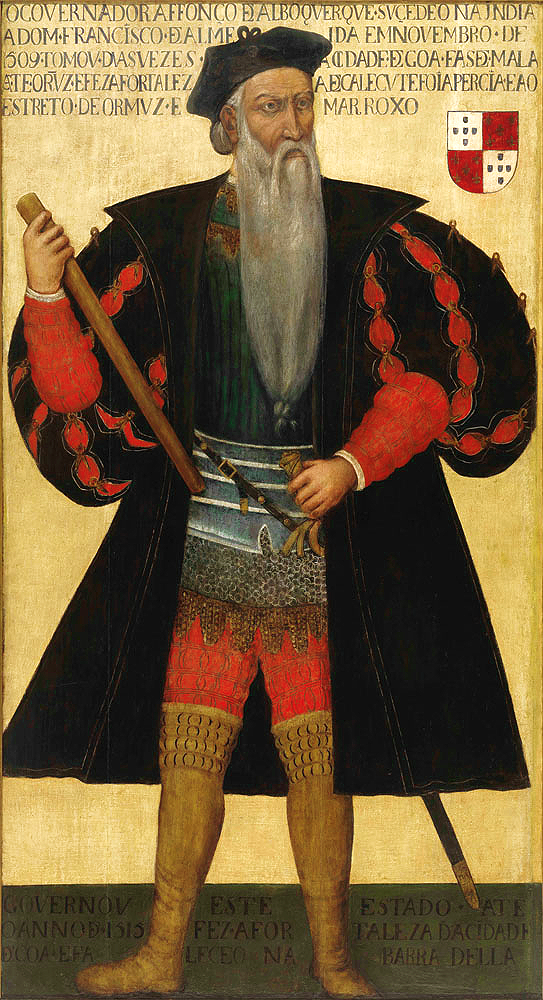
Afonso de Albuquerque

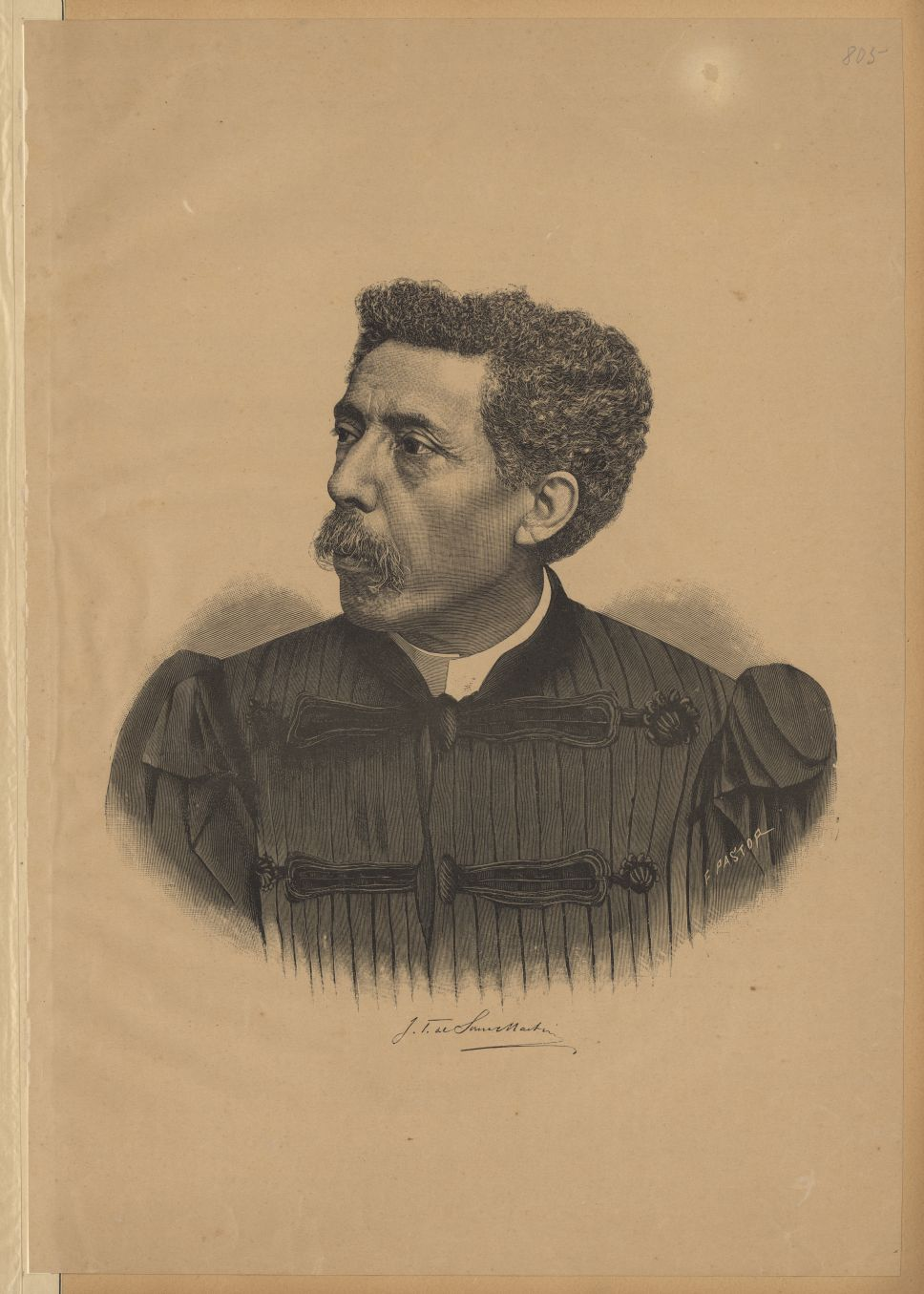
José Tomás de Sousa Martins

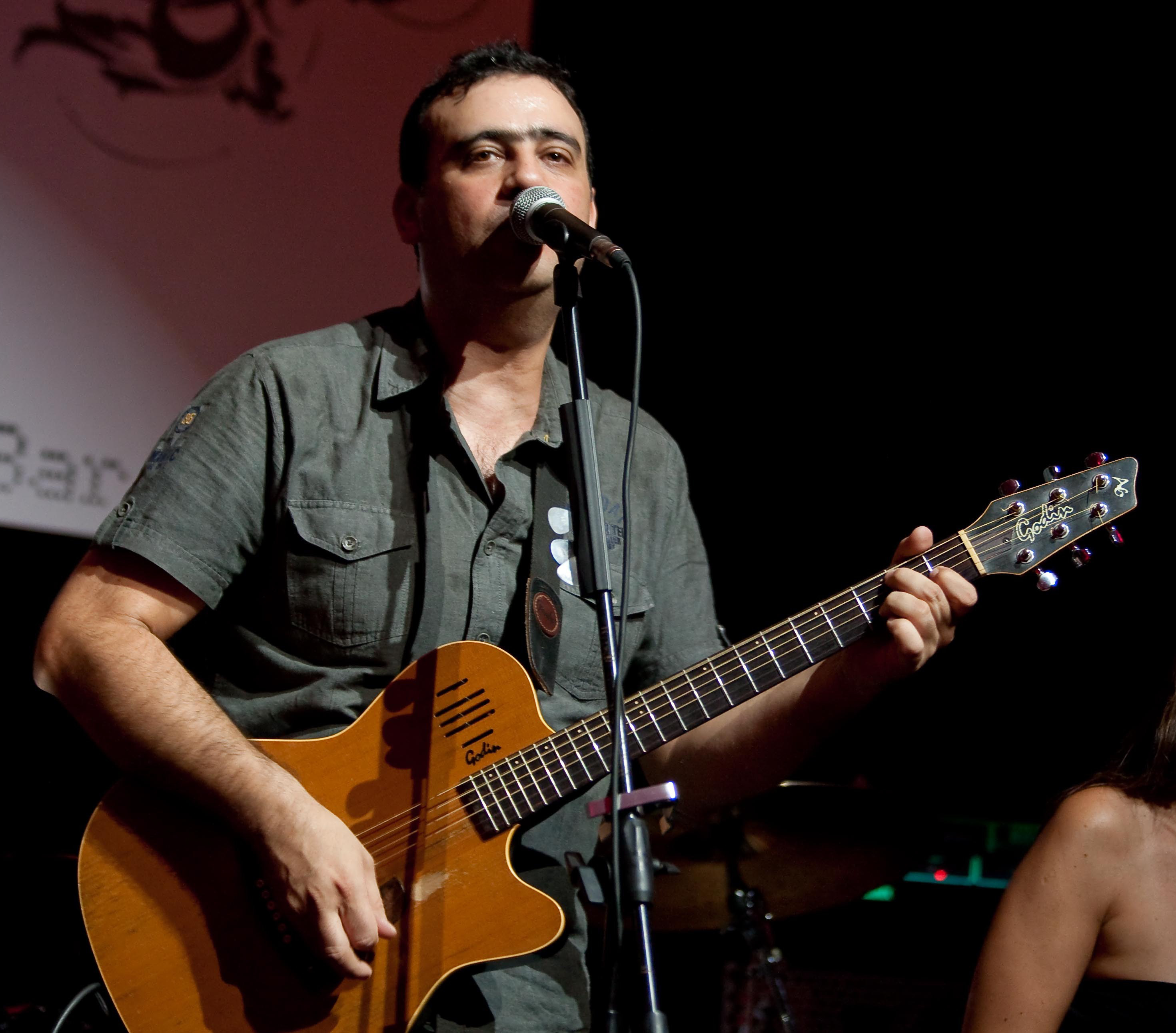
Paulo Brissos

## Söhne und Töchter der Stadt
- Afonso de Albuquerque (1453–1515), Seefahrer, zweiter Gouverneur Portugiesisch-Indiens
- Brás de Albuquerque (1501–1581), Unternehmer und Schriftsteller
- José da Costa e Silva (1747–1819), Architekt
- José Tomás de Sousa Martins (1843–1897), populärer Arzt und Hochschullehrer
- Júlio Zeferino Schultz Xavier (1850–1939), Marineoffizier und Ingenieur
- Miguel Esguelha (1878–1938), Politiker
- Reynaldo dos Santos (1880–1970), Chirurg, Urologe und Entwickler der Phlebografie
- Alves Redol (1911–1969), Schriftsteller
- António Dias Lourenço (1915–2010), Abgeordneter der Kommunistischen Partei Portugals, Chefredakteur der Avante!
- Igrejas Caeiro (1917–2012), Schauspieler und Journalist, sozialistischer Politiker
- Alberto Franco Nogueira (1918–1993), Politiker und Diplomat, Außenminister des Estado-Novo-Regimes
- Baptista Pereira (1921–1984), Schwimmer
- Octávio Pato (1925–1999), Politiker, kommunistischer Präsidentschaftskandidat 1976
- António José Forte (1931–1988), Schriftsteller und Journalist, surrealistischer Lyriker
- Álvaro Guerra (1936–2002), Schriftsteller, Politiker und Diplomat
- Rogério Ceitil (* 1937), Regisseur
- José Carlos da Silva José (* 1941), Fußballnationalspieler
- Maria da Luz Rosinha (* 1948), Politikerin
- António Moreira Antunes (* 1953), Karikaturist
- António Ribeiro Telles (* 1963), Stierkämpfer (Reiter)
- Fernanda Câncio (* 1964), Journalist
- Ana Cristina Silva (* 1964), Hochschullehrerin und Schriftstellerin
- Paulo Brissos (* 1970), Musiker
- Rui Vitória (* 1970), Fußballspieler und -trainer
- Rogério Matias (* 1974), Fußballspieler
- Bruno Alexandre Santos Patacas (* 1977), Fußballspieler
- Helena Costa (* 1978), Fußballspielerin und -trainerin
- Albano Jerónimo (* 1979), Schauspieler
- Luís Miguel Assunção Joaquim (* 1979), Fußballspieler
- Ultra Psycho (João Filipe Pedro Ruivo, * 1980), Wrestler
- Miguel Domingues (* 1982), Fernsehmoderator
- Eurípedes Amoreirinha (* 1984), Fußballspieler
- Tiago Filipe Figueiras Gomes (* 1985), Fußballspieler
- Vera Barbosa (* 1989), Leichtathletin
- Ivan Cavaleiro (* 1993), Fußballspieler
- Rafael Ferreira Silva (* 1993), Fußballspieler
- João Coelho (* 1999), Sprinter